# Paolo Fernandes
Paolo Fernandes Cantin (Zaragoza, 9 de agosto de 1998), más conocido como Paolo Fernandes, es un futbolista español que juega en la demarcación de centrocampista para el Khaleej Club de la Liga Profesional Saudí.

## Trayectoria
Nacido en Zaragoza, su padre es de nacionalidad caboverdiana y su madre española, es un centrocampista formado en el fútbol base del Real Zaragoza al que llegó procedente del U. D. Balsas Picarral, equipo humilde del barrio zaragozano 'Picarral'.
En verano de 2013 abandonó el club zaragozano para firmar por el Manchester City Football Club para jugar en su equipo sub-18. El equipo inglés pagó casi 200 000 euros por él después de una temporada en el Cadete B, entrenado por Ramón Lozano, quien explotaba su calidad arriba, en zonas de finalización.[cita requerida]
Ingresó en la Academia del Manchester City y emprendió su primera aventura fuera del club inglés en 2017, cuando fue cedido al NAC Breda de la Eredivisie. Disputó 25 partidos y anotó dos goles y la cesión se amplió un año más.
En la temporada 2019-20 fue nuevamente cedido por el Manchester City, en esta ocasión a la A. C. Perugia de la Serie B.
El 3 de septiembre de 2020 firmó como jugador del C. D. Castellón por tres temporadas. Tras la primera de ellas rescindió su contrato y se marchó a Grecia para jugar en el Volos F. C. Este lo traspasó en septiembre de 2022 al AEK Atenas F. C., aunque hasta final de año seguiría en el mismo equipo como cedido.
El 4 de agosto de 2025, después de dos años y medio en Atenas, fue cedido al Khaleej Club.

## Clubes
| Club                          | País           | Año       |
| ----------------------------- | -------------- | --------- |
| NAC Breda (cedido)            | Países Bajos   | 2017-2019 |
| A. C. Perugia Calcio (cedido) | Italia         | 2019-2020 |
| C. D. Castellón               | España         | 2020-2021 |
| Volos F. C.                   | Grecia         | 2021-2022 |
| AEK Atenas F. C.              | Grecia         | 2022-     |
| Volos F. C. (cedido)          | Grecia         | 2022      |
| Khaleej Club (cedido)         | Arabia Saudita | 2025-     |

## Palmarés

### Campeonatos nacionales
| Título              | Club             | País   | Año  |
| ------------------- | ---------------- | ------ | ---- |
| Superliga de Grecia | AEK Atenas F. C. | Grecia | 2023 |
| Copa de Grecia      | AEK Atenas F. C. | Grecia | 2023 |